# Lozi

La bandera dels Lozi

El Lozi són un grup ètnic principalment de Zàmbia occidental, habitant la regió de Barotseland. Lozi també es troben a Namíbia (Franja de Caprivi), Angola i Botswana. La seva llengua també es diu lozi.

## Nom
La paraula Lozi significa 'plana' en llengua Makololo, en referència a la Plana Barotse del Zambeze damunt i al voltant d'on la majoria de Lozi viu. També pot ser lletrejat Lotse o Rotse, l'ortografia Lozi es va originar amb missioners alemanys del que és ara Namíbia. Mu i Ba són el prefixos en singular i plural de substantius en llengua silozi llengua, així que Murotse significa 'persona de la plana' mentre Barotse significa "persones de la plana".

## Història
La tradició lozi diu que sempre va habitar Barotseland. En realitat, aproximadament el 1830, un exèrcit que es va originar en la zona de parla sotho, Bafokeng de Sud-àfrica, coneguda com el Makololo, dirigida per un guerrer anomenat Sebetwane, va envair Barotseland i va conquerir el Lozi. Van governar fins al 1864 quan els dirigents sotho foren enderrocats per una revolta Lozi.
L'organització política dels Lozi es va centrar molt de temps en una monarquia, el cap reinant de la qual, el rei tradicional, és conegut com a 'Litunga' que vol dir "posseidor de la terra". El famós litunga Lewanika, el nom del qual era un renom de Mbunda significant "unificador" després de la revolta Lozi que va enderrocar als dirigents sotho, va regnar de 1878 a 1916 amb una curta aturada per una insurrecció el 1884-85, va demanar a la reina Victòria de posar Barotseland sota protectorat. Gran Bretanya, tanmateix, estava interessada en iadquirir el territori. Concedint una carta reial a la Companyia Britànica de Sud-àfrica de Cecil Rhodes va permetre a aquesta adquirir Barotselàndia sota l'ampara del govern britànic. Tot i que es va acceptar el status de protectorat, Lewanika finalment es va adonar que havia estat burlat i va fer una petició per corregir el status de protectorat. Tot i així, la terra va restar sota control de Cecil Rhodes i la Companyia, i quan el territori no va produir or, coure o altres exportacions, la Companyia Britànica de Sud-àfrica britànica va ignorar cada compromís que havia contret amb a Lewanika, i es van fer pocs avanços en la infraestructura i l'educació.
Tot i que Barotseland va ser incorporat a Rhodèsia del nord, va retenir un grau gran d'autonomia, el qual va ser mantingut quan Rhodèsia del Nord esdevingué Zàmbia en la seva independència el 1964. En la cursa fins a independència, el Litunga, el Ngambela (Primer ministre) i una dotzena de notables indunas va anar a Londres per xerrades amb l'Oficina Colonial, en un intent de mantenir Barotseland com un Protectorat. El Litunga, Sir Mwanawina Lewenika III, va citar les paraules del seu avi a la Reina Victoria, que "El meu país és la vostra manta, i les meves persones són les puçes en la vostra manta." Tot i que abans de temps colonials, la regió era autosuficient en aliments i exportava collites a regions veïnes, avui és la regió menys desenvolupada de Zàmbia, amb una única carretera important a la província, que va de Lusaka a Mongu, i amb ubministraments intermitents d'electricitat. Queda un suport a la regió per una autonomia més gran dins Zàmbia o per la independència plena.

## Cultura

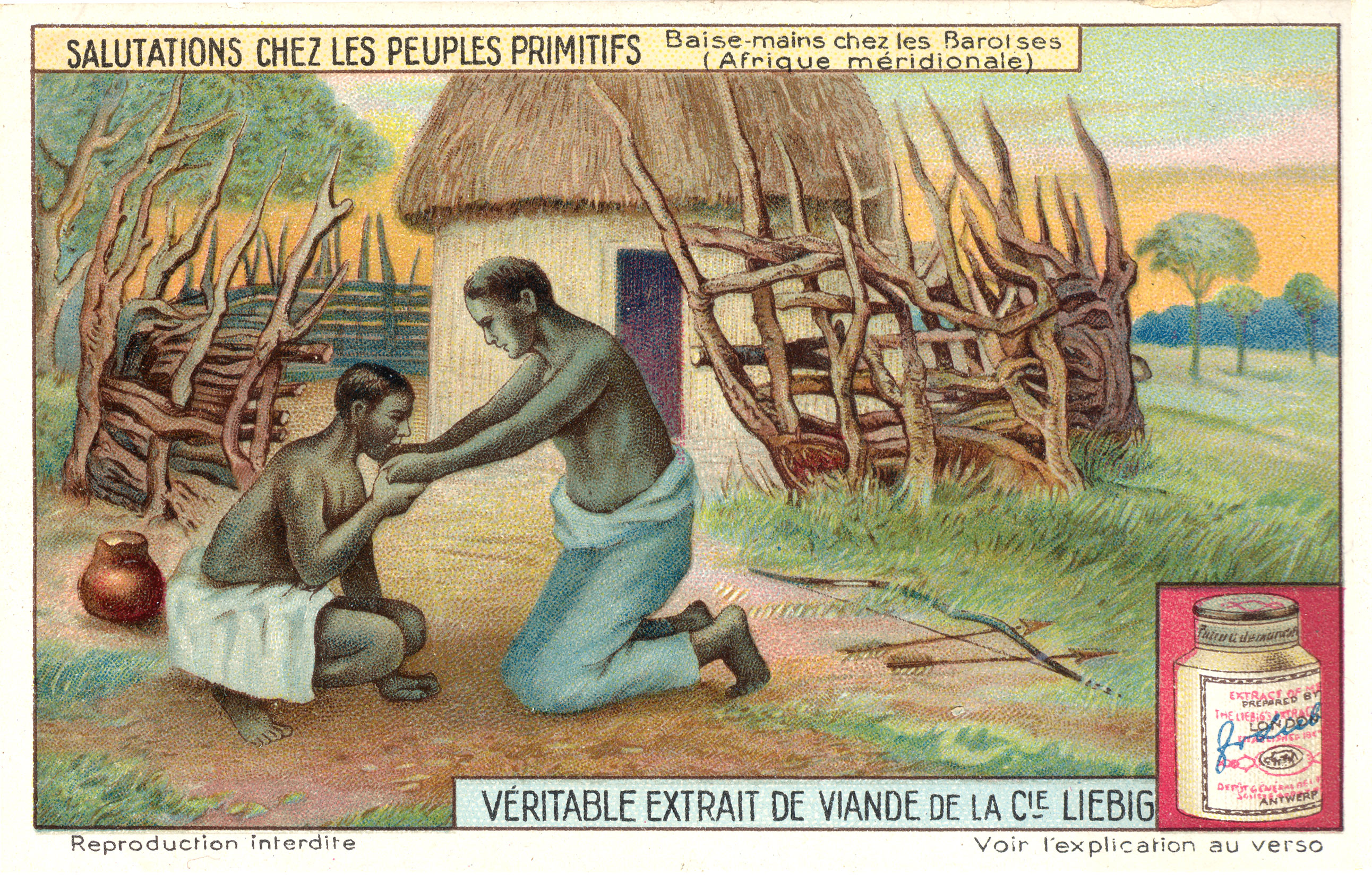
Barotse handkiss

La societat lozi està altament estratificada, amb un monarca dalt de tot i aquells descendents reials més recents que ocupen posicions altes dins la societat. El monarca o Establiment Reial Barots (Barotse Royal Establishment, BRE) és conegut com a Mulonga, i la societat lozi tolera poca crítica fins i tot envers Litunga impopular. Crítiques d'un Litunga fetes per un estranger són considerades com crítiques a la nació Lozi globalment.
La cultuta Lozi està fortament influïda pel cicle d'inundacions del riu Zambezi, amb les migracions anuals que tenen lloc de la plana a les terres més altes a l'inici de l'estació humida. El més important d'aquests festivals és el Kuomboka, en el que el Litunga marxa de Lealui a la plana a Limulunga en terra més alta. El Kuomboka normalment té lloc el febrer o març.

## Llengua
La llengua lozi, també coneguda com a silozi i rozi, és una llengua bantu de la família de llengües nigerocongoleses dins de les llengües de la branca sesotho de la Zona S (S.30), que és parlat pel poble lozi (sud-oest de Zàmbia i als països veïns). Aquest llenguatge està estretament relacionat amb el sotho del nord (Sesotho sa Leboa), tswana (setswana), kgalagadi (shekgalagari) i sotho (sesotho/sotho del sud). El lozi i els seus dialectes són parlats i entesos per aproximadament el sis per cent de la població de Zàmbia. Silozi és l'autoglotònim o nom de la llengua utilitzada per parlants nadius com ho defineix per les Nacions Unides. Lozi és el heteroglotònim.
La llengua lozi es va desenvolupar a partir d'una barreja de dos idiomes: luyana i kololo. El poble luyana originalment va emigrar cap al sud des de l'imperi Luba-Lunda en l'àrea de Katanga de la conca del riu Congo, ja sigui a la fi del segle xvii o principis del segle xviii. El idioma que parlaven estava per tant estretament relacionat amb el Luba i el Lunda. Es van instal·lar-a les planes de la part alta del riu Zambeze, en el que avui és l'oest de Zàmbia i van desenvolupar un regne, Barotselàndia, i també van donar el seu nom a la plana Barotse o Bulozi.
Els kololo eren un poble sotho que solien viure en el que avui és Lesotho. El kololo es van veure obligats a fugir del zulu Shaka durant la dècada de 1830. Utilitzant tàctiques copiades dels exèrcits zulus, els kololo van dominar als luyana en les planes Zambeze imposant les seves normes i el llenguatge. No obstant això, el 1864 la població indígena es va rebel·lar i va enderrocar al govern kololo. En aquest moment, el idioma luyana havia estat oblidat en gran part; el nou llenguatge híbrid es va dir Lozi o Silozi que està més a prop del sesotho que a qualsevol altre idioma.